# Eugène Raspail
Pour les articles homonymes, voir Raspail.
Eugène Raspail (1812-1888), fils de Joseph-Honoré Raspail et neveu de François-Vincent Raspail, nait à Gigondas le 12 septembre 1812. Il poursuit des études de droit, devient avocat tout en se passionnant pour les sciences naturelles et la géologie. Il est député à l'Assemblée Constituante, puis exilé et à son retour il est nommé directeur de l'éclairage au gaz de la ville d'Avignon.

## Biographie

### Républicain et député
Très actif durant la révolution de 1830, il dirige la « Société des Amis du Peuple » de Paris. Il se retrouve même coude à coude avec son compatriote Agricol Perdiguier, pour faire le coup de feu au cours de l'insurrection provoquée par les incidents du 5 juin 1832, lors des funérailles du général républicain Lamarque
Fervent républicain, il se fait élire député de Vaucluse, le 21 avril 1848 et siège avec la Montagne à l'Assemblée Constituante. Il fait alors partie du Comité de l'Intérieur. Il vote pour l'amendement Grévy, le droit au travail, l'amnistie, la loi sur le chemin de fer de Marseille à Avignon. Il s'oppose au rétablissement des cautionnements, aux poursuites contre Louis Blanc et Marc Caussidière, au rétablissement de la contrainte par corps, au vote sur l'ensemble de la Constitution, à l'ordre du jour en l'honneur de Cavaignac, à la proposition Rateau, à l'interdiction des clubs. 
Non réélu en 1849, ses opinions opposées au nouveau régime lui valent la prison, puis un exil de plusieurs années en Italie.

### Savant et vigneron

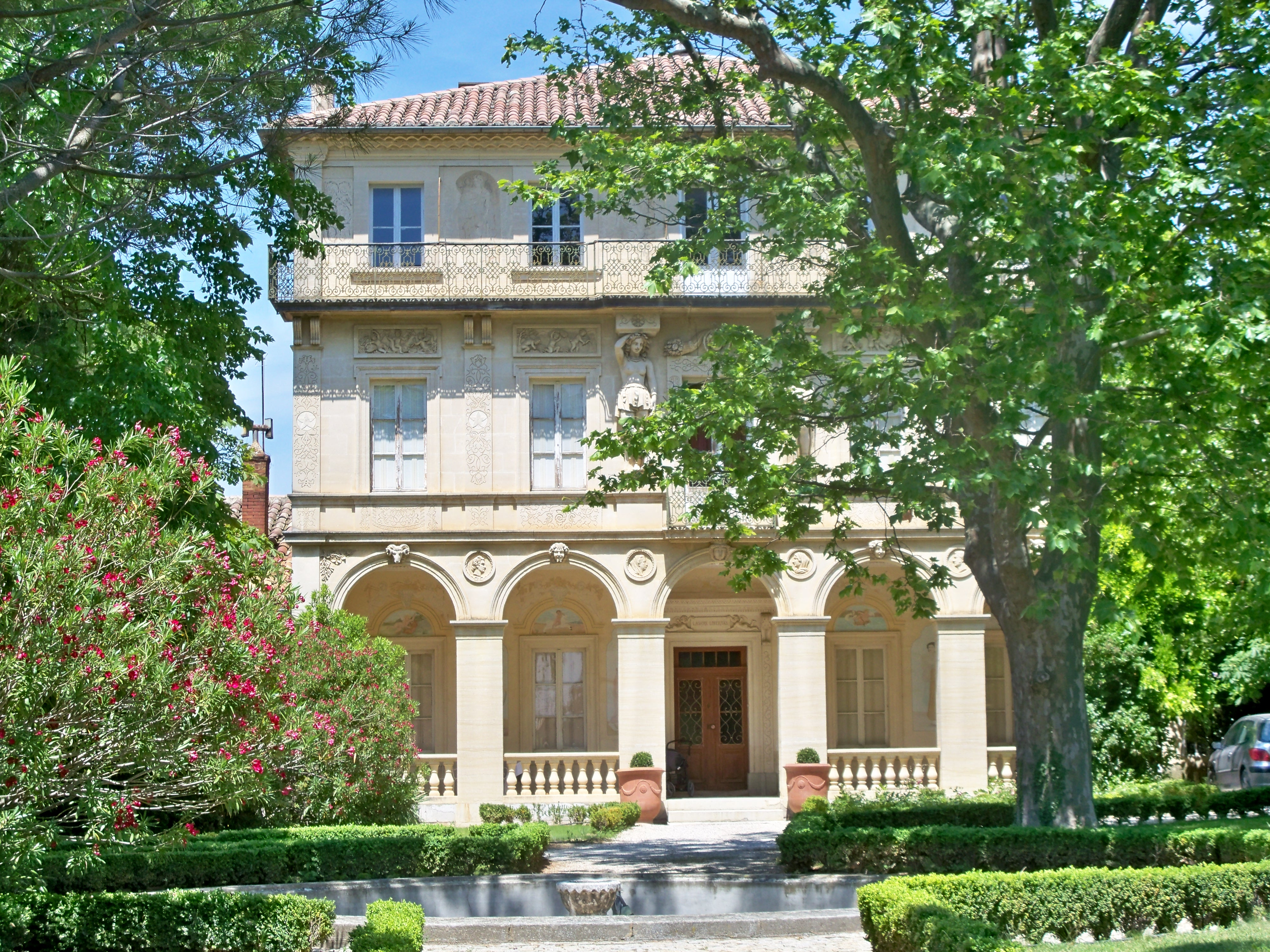
Château Raspail à Gigondas, Vaucluse

De retour sur ses terres, il découvre dans le massif des Dentelles de Montmirail, un saurien fossile qu'il baptise Neustosaurus gigondarum. C'est alors qu'il édite un ouvrage sur ce reptile de plus de trois mètres de long, avec quelques notes géologiques sur le massif des Dentelles.
De son père, il a hérité le « domaine Le Colombier ». Décidé à relancer la viticulture, au cours de l'année 1861, il fait l'acquisition du « domaine des Bosquets », revalorise les 37 hectares déjà existant, en fait planter 9 autres l'année suivante, puis 26 les années qui suivent. 
Dès 1864, la production de ses domaines est telle qu'il peut l'expédier, par le port de Roquemaure sur le Rhône, à des négociants de Valence, Lyon, Saint-Étienne et Paris, qui la lui avaient achetée sur la base de 16, 50 l'hectolitre. Des résultats assez probants pour qu'il reçoit, en dépit de ses idées républicaines, et avec l'aval de Napoléon III, une prime d'honneur pour son exploitation. Fier de ses résultats, le savant vigneron peut noter :

« Les vins de Gigondas doivent à leur proportion d'alcool une valeur qui les fait rechercher. Au printemps de 1865, ils étaient tous achetés quand le Languedoc se plaignait de ne pas les vendre. »

Il peut alors se consacrer à ses passions que sont l'archéologie, la géologie et la paléontologie. Les vins de ses vignobles se vendant de mieux en mieux, il constate : 

« Toujours est-il que la localité de Gigondas jouit du privilège de produire avec une main-d'œuvre peu élevée, des vins fort appréciés par le commerce et qui le seront bien plus encore lorsque leur réputation naissante sera plus étendue. »

L'émulation qu'il parvint à susciter déboucha même sur les premières mises en bouteille.  
Lors de travaux agricoles, il met au jour, en 1866 une tête de Bacchus. Peu après, ayant acheté une réplique du Diadumène de Polyclète, trouvée à Vaison, il la revend 25 000 francs au British Museum de Londres. Grâce à cette vente, il peut transformer le patrimoine paternel en « Château Raspail », dont l'architecture s'inspire du style italien découvert lors de son exil. Mais l'arrivée du phylloxéra et l'anéantissement du vignoble, au début des années 1870, réduisent à rien ces efforts. 
Un de ses biographes, Robert Bailly, a noté : 

« Eugène Raspail avait donné l'impulsion intelligente et nécessaire à un meilleur rendement et surtout à une plus grande connaissance des crus de Gigondas. C'est peut-être  - et sûrement - grâce à son action dynamique que cette commune a pu obtenir l'appellation contrôlé Gigondas. »

### Retour manqué en politique
Converti à une politique plus opportuniste, il se présente à nouveau comme candidat à la Chambre des députés dans l'arrondissement d'Orange. Le 21 août 1881, il obtient 5 886 voix et est battu par Alphonse Gent qui en a obtenu 6 822. Ce dernier ayant démissionné, il se représente à la députation. Il a en face de lui, le radical M. Gaillard. S'il obtient 5 313 suffrages, son rival le bat avec 6 008 voix. Il se retire alors définitivement à Gigondas où il s'éteint le 26 septembre 1888.

## Œuvres
- Eugène Raspail neveu, Observations sur un nouveau genre de saurien fossile, le « Neustosaurus gigondarum N. », avec quelques notes géologiques sur la commune de Gigondas, 1842.
- Eugène Raspail, André-Étienne-Just-Pascal-Joseph-François d'Audebard Férussac, Gabriel Delafosse, Eugène Desmarest, et Jean-B.-Antoine Guillemin, Bulletin des sciences naturelles et de géologie : Deuxième section du Bulletin universel des sciences et de l'industrie 1842.
- Eugène Raspail, Jonathan Valabrègue, H. Loubet, marquis de Lespine, Département de Vaucluse. Station agronomique de Vaucluse. Règlement, 1877.
- Eugène Raspail, Département de Vaucluse. Instructions pratiques pour le bouturage des cépages américains, 1879.